# کرسیاه
کرسیا، روستایی از توابع بخش مرکزی شهرستان داراب در استان فارس ایران است.

## جمعیت
این روستا در دهستان بختاجرد قرار دارد و براساس سرشماری مرکز آمار ایران در سال ۱۳۸۵، جمعیت آن ۸۵۰ نفر (۱۹۰خانوار) بوده‌است.

## آثار تاریخی
در قسمت شمالی این روستا آتشکده آذرجو قرار دارد. کوهی که روستای کرسیا به آن متصل است شاه‌نشین نام دارد. غار شاه‌نشین واقع در این کوه است. برج‌های نگهبانی کوه شاه‌نشین در قسمت بالایی کوه قرار گرفته‌است. کمی پایین‌تر از آتشکده آذرجو چشمه اغلان قز واقع شده.